# Église Saint-Alexandre de Narva

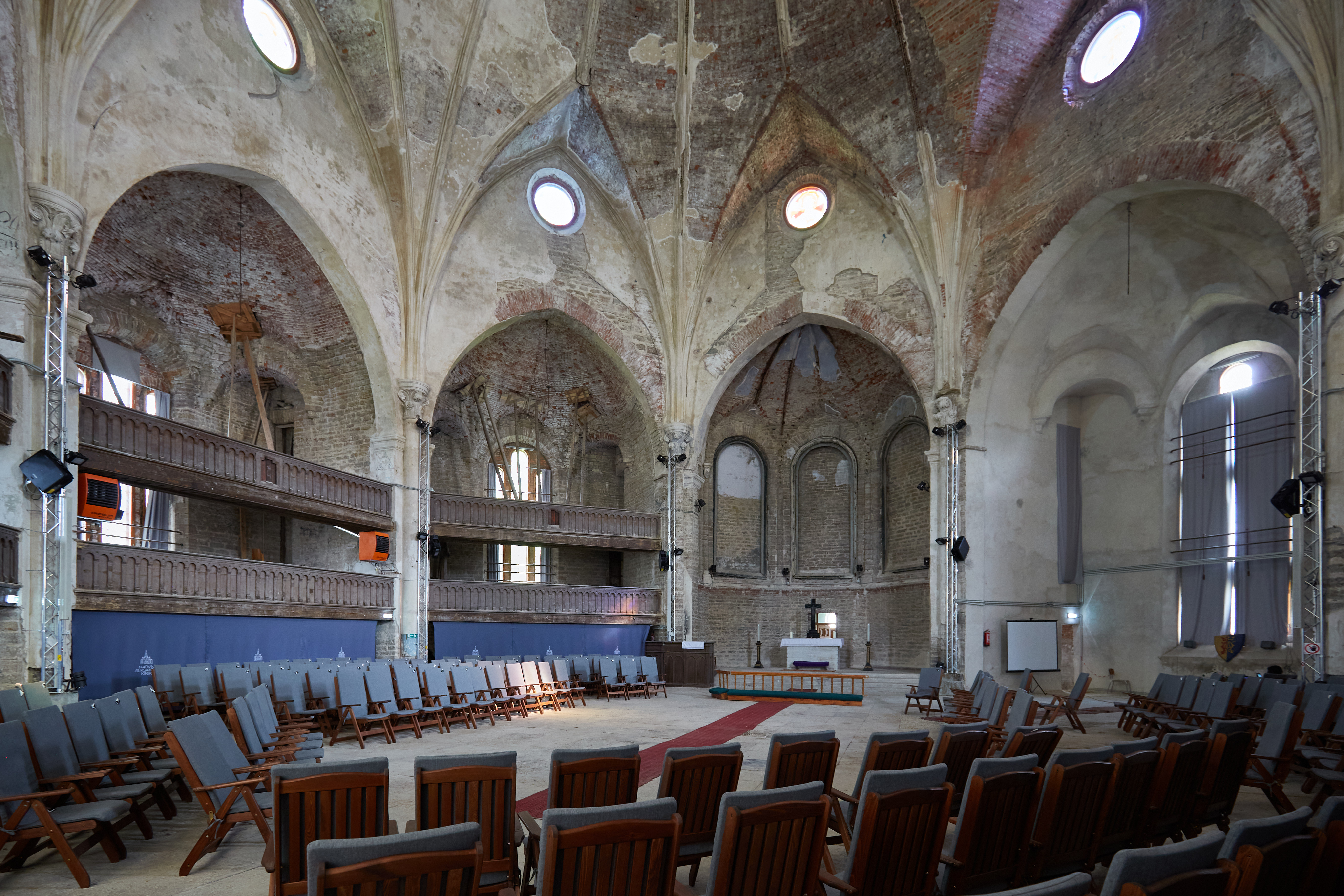
L'intérieur

L'église Saint-Alexandre (estonien : Narva Aleksandri Suurkirik) est une église luthérienne, située à Narva en Estonie. Elle appartient à nouveau à l'Église évangélique-luthérienne estonienne depuis 1994.

## Histoire

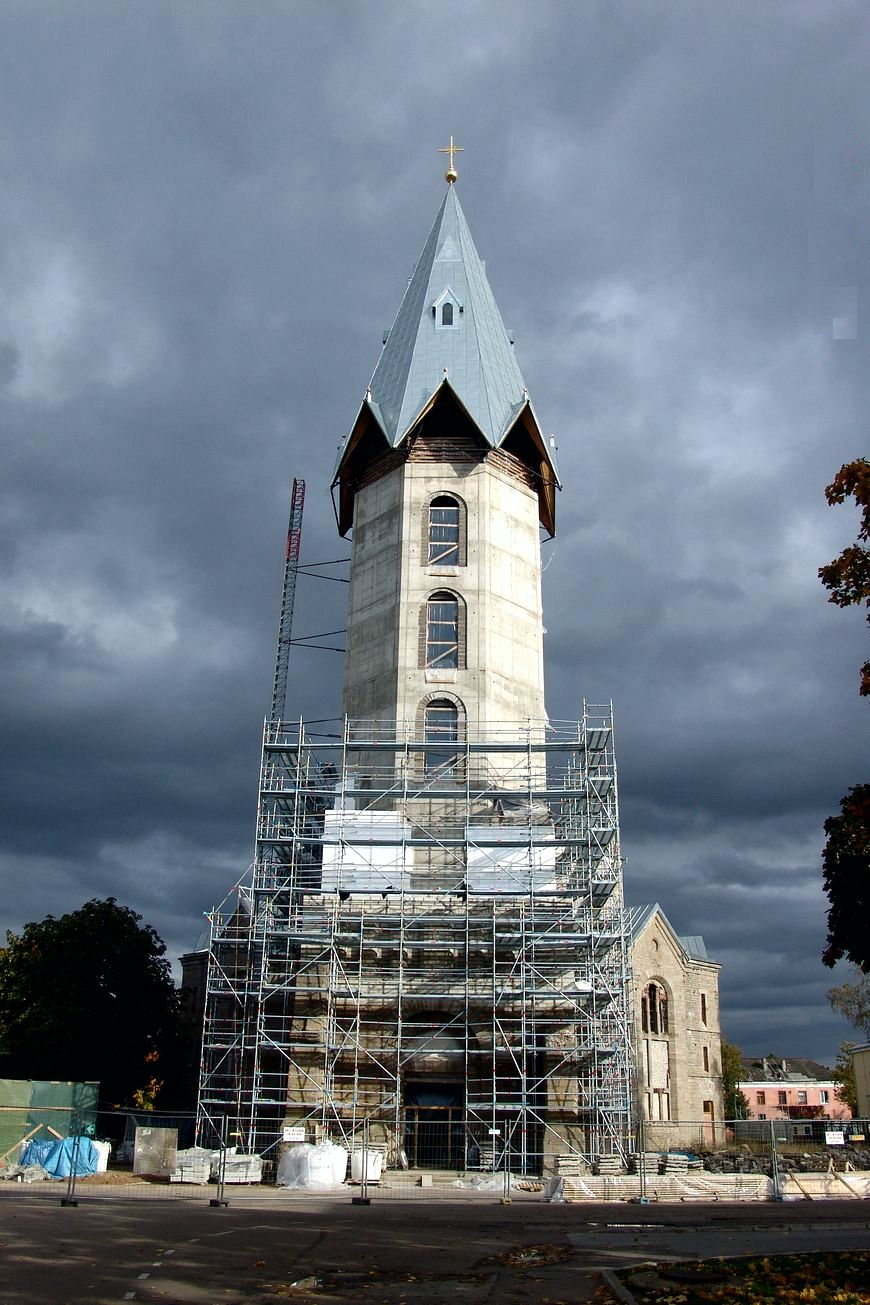
Restauration du clocher

L'église Saint-Alexandre, de forme octogonale, a été construite entre 1881 et 1884 dans un style néo-roman avec un clocher octogonal de 61m. C'était l'église luthérienne la plus grande du gouvernement d'Estland avant la Première Guerre mondiale, pouvant contenir 5 000 fidèles. Elle a été construite selon les plans de l'académicien pétersbourgeois Otto von Hippius et nommée ainsi en l'honneur de l'empereur Alexandre II de Russie. 
Son histoire ensuite est tragique. Narva est occupée par l'armée allemande du 4 au 28 novembre 1918, puis le gouvernement pro-bolchévique estonien de la Commune des travailleurs d'Estonie, appuyé par l'Armée rouge s'y installe le lendemain, 29 novembre 1918. Il en est chassé par l'armée de la nouvelle république estonienne, le 18 janvier 1919, après des semaines de guerre civile.
L'église rouvre pour les besoins de la communauté protestante, mais le 21 juillet 1940 Narva est occupée par l'Armée soviétique et intégrée le 6 août à l'URSS, cependant l'église ne ferme pas malgré la politique de persécution athée du nouveau régime. Douze mois plus tard, c'est au tour de l'Armée du Troisième Reich de faire son entrée dans la ville, jusqu'au 26 juillet 1944. 
Les terribles combats de l'opération Narva du 23 au 30 juillet 1944 entre les deux armées ennemies, pour la libération de la ville provoquent la ruine de l'église le 24 juillet. Son clocher est partiellement détruit, la flèche disparaît et la coupole s'écroule.
La municipalité commence les travaux de restauration en 1956, mais finalement les autorités de l'ère Khrouchtchev, moins clémentes, décident de supprimer la communauté paroissiale protestante en 1962 et elle est transformée en entrepôt.
Après l'indépendance, elle est donnée à l'Église évangélique-luthérienne estonienne en juillet 1994 qui commence quelques travaux de restauration pour la célébration du culte.